# Bulgurkaya, Andırın
Bulgurkaya là một xã thuộc huyện Andırın, tỉnh Kahramanmaraş, Thổ Nhĩ Kỳ. Dân số thời điểm năm 2010 là 726 người.